# باتوو

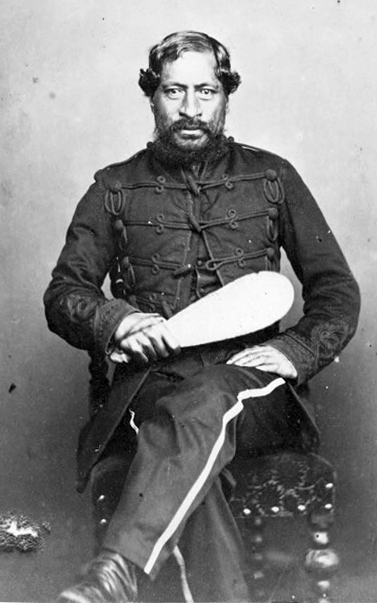
Mete Kingi Te Rangi Paetahi، حوالي عام 1869 بواسطة مصور غير معروف. مكتبة نيوزيلندا الوطنية (1 / 2-058461-F)

باتو هو هراوة يستخدمها الماوريون. تعني كلمة «باتوو» الضرب أو القتل أو الإخضاع باللغة الماورية.